# کفشدوزک
کفشدوزک یا پینه‌دوزک (انگلیسی:ladybug) به هر یک از حشرات در خانوادهٔ کفشدوزکان (نام علمی: Coccinellidae) و راستهٔ قاب‌بالان گفته می‌شود. کفشدوزک‌ها از گروه حشرات قاب‌بال یا سوسک است. این خانواده از حشرات اندازه‌ای معادل ۰٫۸ تا ۱۸ میلی‌متر دارند و پوشش سخت روی بال‌ها توان پرواز آن‌ها را کاهش می‌دهد. کفشدوزک ابتدا بال‌های قاب‌مانند قرمز جلویی را از هم باز می‌کند و دو بال تاشده نازک و بلند که در زیر آن وجود دارد بیرون می‌آید و می‌تواند پرواز کند.
آن‌ها معمولاً به رنگ زرد، نارنجی، یا قرمز با لکه‌های کوچک سیاه بر روی بال‌پوششان، پاهایی سیاه رنگ و دارای دو شاخک در سر هستند. با تقریباً ۶۰۰۰ گونه، افراد خانوادهٔ کفشدوزک‌ها در برخی از فرهنگ‌ها نشانه بخت و اقبال هستند.
بسیاری از گونه‌های کفشدوزک‌ها آفات کشاورزی مانند شته و شپشک‌ها را شکار و به عنوان غذا مصرف می‌کنند. شته‌ها از شیرهٔ پروردهٔ گیاهان تغذیه می‌کنند و به عنوان یک آفت به مزارع آسیب می‌رسانند؛ بنابراین کفشدوزک با خوردن شته‌ها به نوعی برای کشاورزی مفید هستند. البته برخی از گونه‌های کفشدوزک به خصوص اعضای زیرخانوادهٔ Epilachninae مانند سوسک مکزیکی لوبیا گیاهخوار هستند و خود به مزارع آسیب وارد کرده و جزو آفات هستند.کفشدوزک به راحتی یک عنکبوت یا مورچه را شکار می‌کند. این حشره می‌تواند از مگس‌ها هم تغذیه کنند. همچنین کفشدوزک‌ها می‌توانند از انواع آفات و انواع حشرات زیان‌آور تغذیه کنند. کفشدوزک در صورتی که در خطر باشد، یک مادهٔ بدبو از خود ترشح می‌کند که موجب فرار دشمن می‌شود.
کفشدوزک‌های ماده باید روزانه شته‌های زیادی بخورند تا بتوانند تخم بگذارند. آنها ممکن است وقتی لارو هستند هم، وزن خود در یک روز شته بخورد و به عنوان یک بزرگسال روزانه ۵۰ شته مصرف کنند. کفشدوزک‌های هفت‌نقطه‌ای بالغ ممکن است روزانه چندصد شته مصرف کنند و هر لارو در حین رشد ۲۰۰ تا ۳۰۰ شته می‌خورد. هنگامی که حشرات بالغ و لارو یک کلنی شته را از بین بردند، به دنبال غذای اضافی خواهند بود.

## ویژگی‌ها
کفشدوزک‌ها در کشاورزی رایج و بیشتر در کشاورزی زیستی برای از میان بردن آفات و قارچ‌ها به کار گرفته شده و از آن‌ها به‌عنوان روش دفع بیولوژیک آفات استفاده می‌کنند. کفشدوزک‌ها عموماً ظاهری زیبا و جذاب دارند و این جانداران کوچک، بیضی پهن یا نیم‌دایره هستند.

### در رابطه با شته
آنها دشمنان طبیعی بسیاری از حشرات، به ویژه شته‌ها و دیگر تغذیه‌کننده‌های شیره گیاه هستند. یک کفشدوزک ممکن است در طول زندگی خود ۵۰۰۰ شته بخورد. بر اساس برخی برآوردها، یک کفشدوزک بالغ می‌تواند به آسانی تا ۵۰ شته را تنها در یک روز بخورد. لاروهای آنها نیز از شته‌ها تغذیه می‌کنند و می‌توانند هم‌وزن بدن خود در یک روز شته بخورند.
لارو کفشدوزک تیره و تمساح‌مانند با سه جفت پای برجسته است. بستگی به گونه و در دسترس بودن طعمه، لاروها از کمتر از ۱ میلی‌متر (۱/۲۵ اینچ) تا حدود ۱ سانتی‌متر (۳/۸ اینچ) طول دارند که معمولاً در چهار سن لاروی در یک دورهٔ ۲۰ تا ۳۰-روزه رشد می‌کنند. لاروهای بزرگ ممکن است تا ۱۲ متر (حدود ۴۰ دقیقه) در جستجوی طعمه سفر کنند. لاروهای بسیاری از گونه‌های کفشدوزک، خاکستری یا سیاه با نوارها یا لکه‌های زرد یا نارنجی هستند.

### محافظت از سرما
وقتی ماه‌های سرد زمستان فرا می‌رسد، کفشدوزک‌ها می‌دانند که برای زنده ماندن باید گرم بمانند. «دیاپوز» یا حالتی شبیه خواب عمیق، ترفند فوق‌العاده جالبی است که کفشدوزک‌ها برای زنده ماندن در زمستان از آن استفاده می‌کنند. در طول دیاپوز، کفشدوزک‌ها سوخت‌وساز خود را کاهش می‌دهند، به این معنی که انرژی کمتری مصرف می‌کنند و می‌توانند با ذخایر چربی ذخیره‌شدهٔ خود زنده بمانند. هدف از دیاپوز در زنده ماندن کفشدوزک‌ها در زمستان این است که به آنها در حفظ انرژی در زمانی که غذا کمیاب است کمک کند. همچنین یکی از خلاقانه‌ترین راه‌هایی که آنها این کار را انجام می‌دهند، خوشه‌بندی با کفشدوزک‌های هم‌نوعشان است. این حشرات کوچک با جمع شدن در گروه‌های بزرگ، یک محیط گرم مشترک ایجاد می‌کنند. این به این دلیل است که گرمای ترکیبی بدن آنها به افزایش دمای داخل خوشه کمک می‌کند و هر کفشدوزک را گرم‌تر از زمانی که تنها بود، نگه می‌دارد. این استراتژی خواب زمستانی گروهی همچنین به کفشدوزک‌ها در حفظ انرژی کمک می‌کند. به عبارتی دیگر کفشدوزک‌ها در طول خواب زمستانی همدیگر را بغل می‌کنند تا گرم بمانند.

### محافظت در برابر دیگر جانوران
کفشدوزک‌های بالغ بدن‌های محدب بسیار مشخص و نیم‌کره‌ای تا بیضی شکل دارند که می‌توانند زرد، صورتی، نارنجی، قرمز یا سیاه باشند و معمولاً با لکه‌هایی سیاه مشخص می‌شوند. این یک نوع رنگ آمیزی هشداردهنده برای دلسرد کردن جانوران دیگری است که ممکن است تلاش کنند آنها را بخورند. مانند بسیاری دیگر از حشرات با رنگ روشن، آنها توسط یک مایع بدبو و مضر محافظت می‌شوند که وقتی حشرات مزاحم می‌شوند از مفاصل آنها خارج می‌شود. کفشدوزک‌ها وقتی می‌ترسند، یک ماده شیمیایی بدبو تولید می‌کنند که به جلوگیری از خوردن شدن توسط جانوران و حشرات دیگر کمک می‌کند.
طبیعت به‌طور منحصر به فرد یک سیستم هشدار رنگ‌ها را طراحی کرده‌است. قرمز، زرد و سیاه رنگ‌هایی هستند که به شکارچیان هشدار می‌دهند که حشره‌ای که می‌خواهند بخورند ممکن است انتخاب مناسبی برای غذا نباشد. این رنگ‌ها می‌توانند خطرهایی مانند سمی، طعم بد یا توانایی دفاع از خود در برابر شکارچیان را هشدار دهند. رنگ‌ها همچنین می‌توانند استتار کنند و زمانی که هیچ چیز مضری در مورد حشره وجود ندارد، به شکارچی هشدار اشتباه دهند. کفشدوزک‌ها همچنین می‌توانند با خود را به مردن زدن از خود محافظت کنند. با بالا کشیدن پاهای خود به سبک لاک پشتی و به‌طور معمول مقدار کمی خون از پاهای آنها آزاد می‌شود. (به این خونریزی رفلکس می‌گویند) بوی بد و شکل ظاهری مرگ معمولاً شکارچیان را از خوردن میان‌وعده کوچک کفشدوزک بازمی‌دارد. پس از پایان تهدید خطر، کفشدوزک فعالیت‌های عادی خود را از سر می‌گیرد.
کفشدوزک‌ها دارای نقاطی برای محافظت از خود یا هشدار دادن به دیگران هستند. آنها در رنگ قرمز یا نارنجی ظاهر می‌شود و ممکن است دارای لکه‌های سیاه یا سفید یا طلایی باشد. عقیده‌ای وجود دارد که کفشدوزک‌ها از طریق لکه‌ها به شکارچیان می‌گویند که هنگام خوردن آنها بد و تلخ هستند. برخی از کفشدوزک‌ها با لکه‌های سیاه و قرمز دیده می‌شوند. انواع مختلف نشانه‌ها و نقاط روی کفشدوزک‌ها را می‌توان برای شناسایی یک گونه خاص و در طبقه‌بندی آنها استفاده کرد. بسیاری از حشره‌شناسان بر این باورند که حشره‌هایی که رنگ قرمز و لکه‌های سیاه دارند، بیشتر به شکارچیان هشدار می‌دهند که سمی هستند و نباید خورده شوند. بدن کفشدوزک دارای یک ماده شیمیایی است که طعم آن تلخ است. کفشدوزک‌ها زمانی که توسط پرنده خورده می‌شود او را برای مدتی بیمار می‌کند و پرنده را می‌ترساند.

## نگارخانه

کالبدشناسی یک کفش‌دوزک
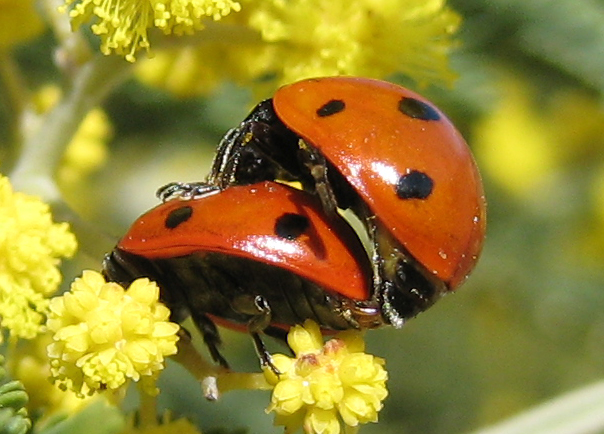
جفت‌گیری کفشدوزک
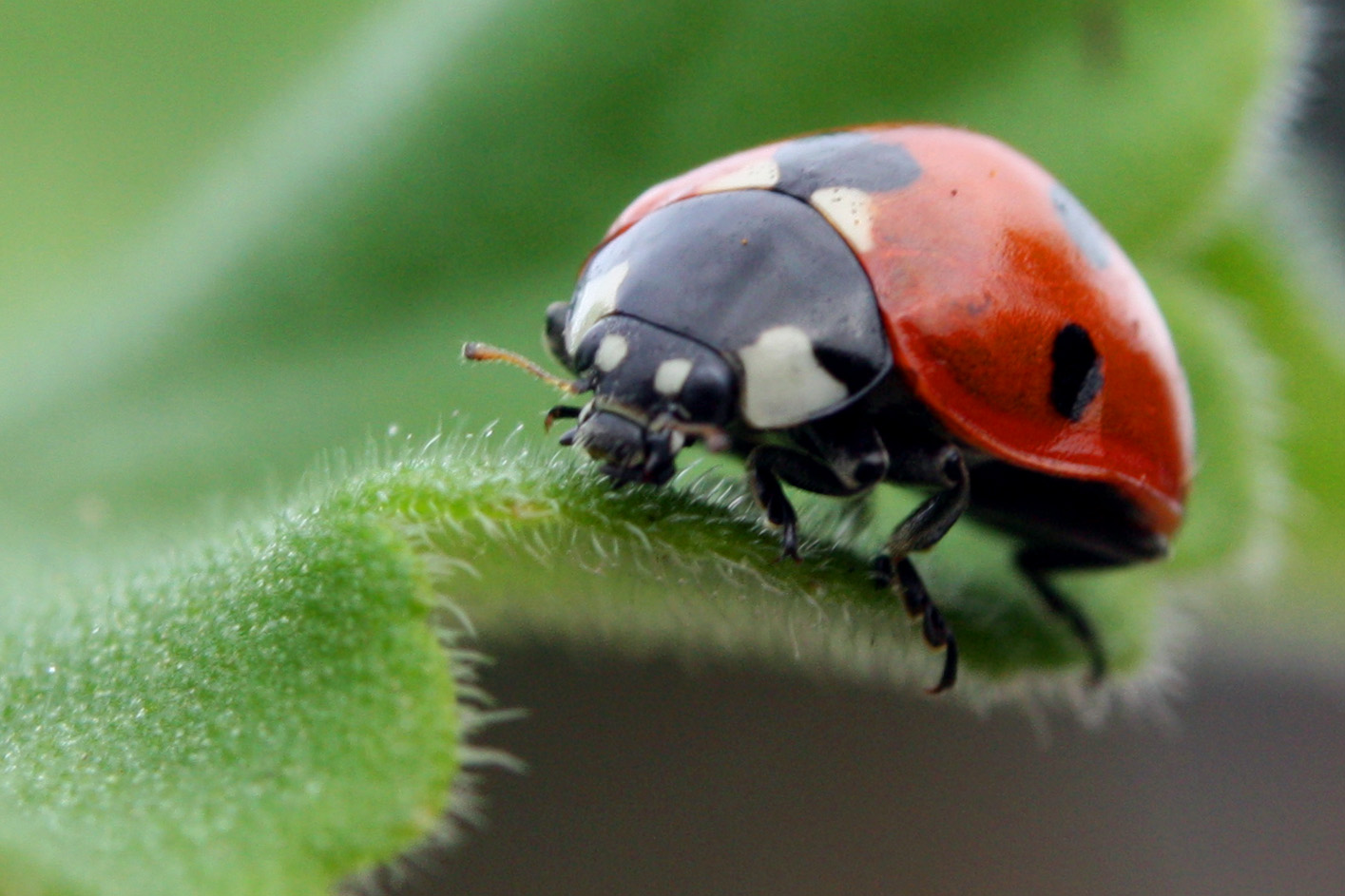
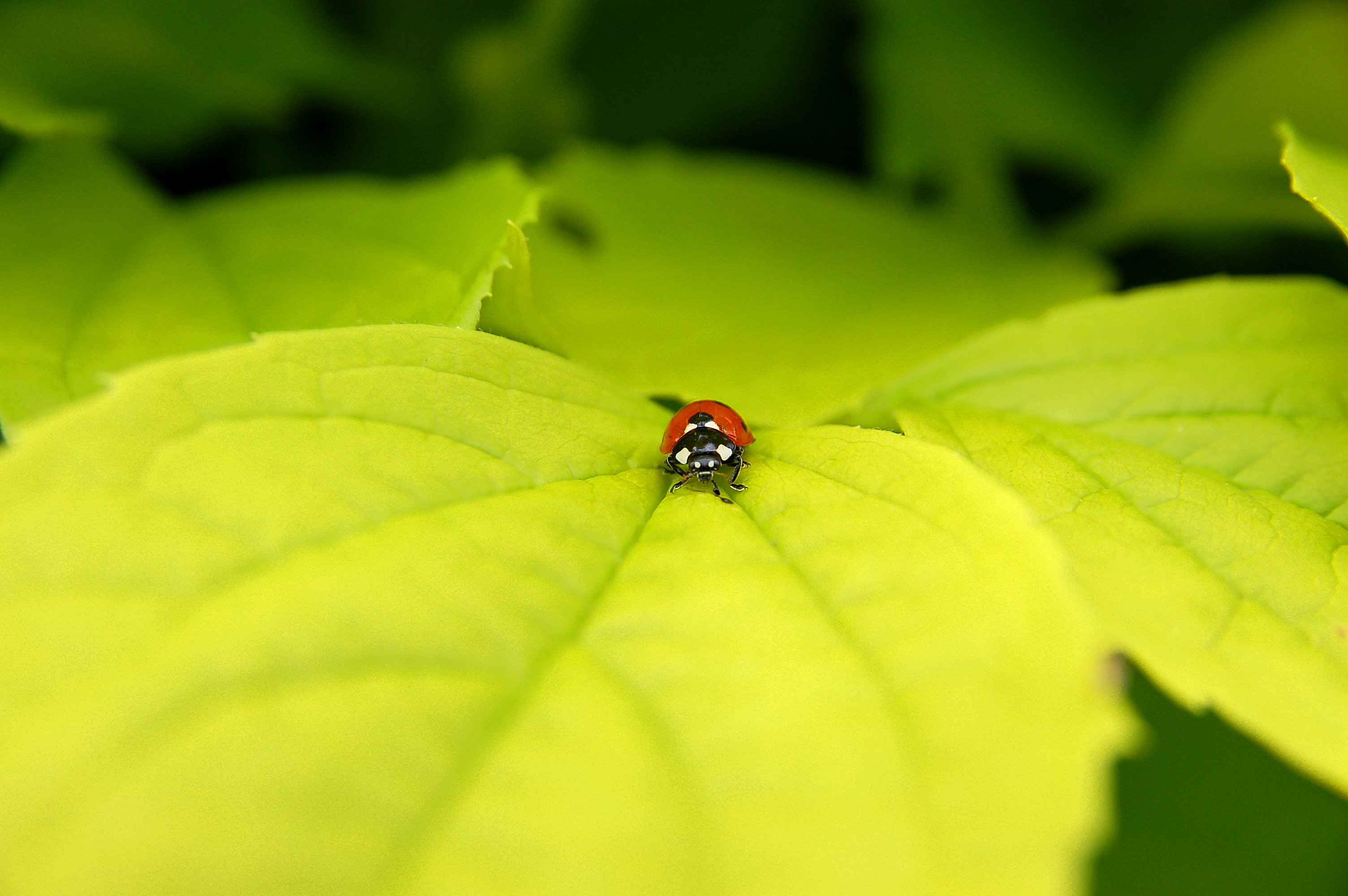
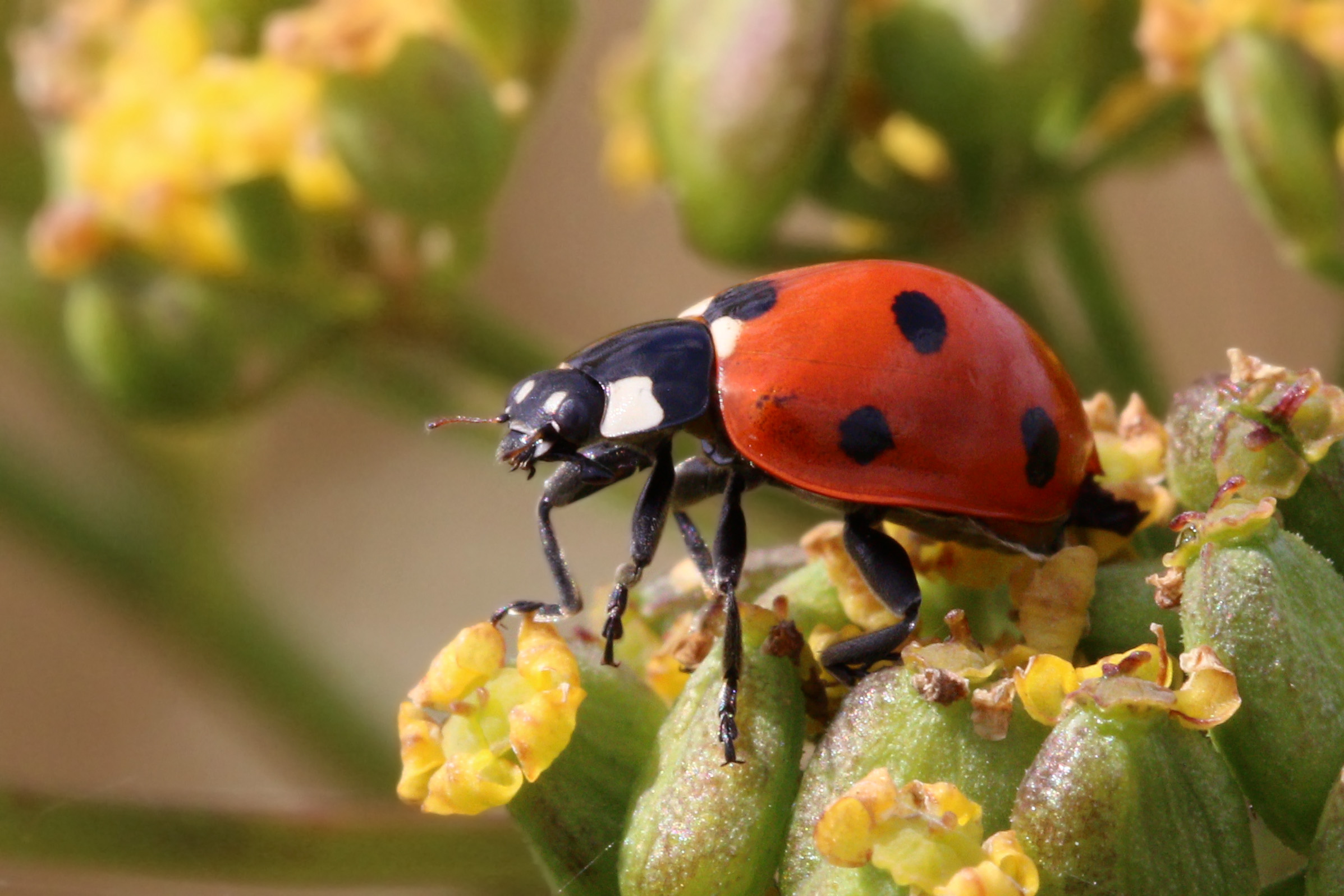